# 馬迪亞斯·艾美達
（1973年12月21日—）是一名已退役的阿根廷足球運動員，現執教西甲球會西維爾。
艾美達曾代表國家隊參與1998年及2002年兩屆世界盃。他也是1996年奧運足球隊成員，並為球隊贏得一面銀牌。

## 榮譽
球員時代
河床
- 南美自由盃冠軍：1996；
- 阿根廷甲組聯賽冠軍：1993、1994、1996；

拉素
- 歐洲盃賽冠軍盃冠軍：1998-1999；
- 歐洲超霸盃冠軍：1999；
- 意大利甲組聯賽冠軍：1999-2000；
- 意大利盃冠軍：1997-1998、1999-2000；
- 意大利超級盃冠軍：1998；

帕爾馬
- 意大利盃冠軍：2001-2002；

阿根廷國家隊
- 奧運足球銀牌：1996；

個人
- 意大利甲組聯賽最佳球員：1998-1999；

教練時代
河床
- 阿根廷足球乙組聯賽冠軍：2011-2012